# 三门县
三门县为中國浙江省台州市的一个县，位於浙江省東北部沿海。西枕天台山，東瀕三門灣，北接寧海縣，南毗臨海市。全县的总面积是1072平方公里，县人民政府驻海游街道大湖塘新区。
三门核电站自2009年起正在建设中。

## 历史
从六敖镇尖坑山、亭旁镇包家上坟墩、邵家山根邵和满山岛等处的出土文物证明，新石器时代就有人类在三门这块土地繁衍生息。
夏、商、周为瓯越地。春秋战国为越国，公元前306年，楚灭越，无强诸子争相自立，时为东越地。秦时，三门为东越地、隶属闽中郡。
汉惠帝三年（公元前192年），立摇为东海王，都东瓯（今温州），史称东瓯王，时属东瓯国。建元六年，闽越王郢被诛，立郢之弟余善为东越王，时为东越地，属会稽郡，隶扬州。武帝元鼎六年 （公元前111年）东越王余善反，元封元年（公元前110年）杀余善，将其民徙处江淮间，东越地虚。昭帝始元二年（公元前85年），以东瓯地建立回浦县，治章安，时为回浦县地，属会稽郡。东汉光武时（公元25-57个）改回浦县为章安县，时为章安县地。三国吴大帝时（公元222-252年）分章安县西部分境域，置临海县，时为临海县境地，属会稽郡，隶扬州。少帝太平二年（公元257年），分会稽郡东部置临海郡，时属临海郡，隶扬州。大康元年（公元280年），分鄞县八百户，临海县安北乡二百户，置宁海县，时三门分属临海、宁海两县，属临海郡。
隋废郡为州，临海郡废改入处州，并改东扬州为吴州，废宁海县，时为临海县地，属处州，隶吴州。开皇十二年（公元592年），改处州为括州。炀帝大业元年（公元605年），又改州为郡，废括州，置永嘉郡，时为临海县地，属永嘉郡。
唐武德元年（公元 618年），以临海县置海州，武德四年（公元621年）分临海县，复置宁海县，治海游，同年改永嘉郡为括州。时三门分属临海、宁海两县，隶海州。武德五年（公元622年），改海州为台州，武德七年，废宁海县并入章安县，八年又废章安县，并入临海县，时为临海县地，属台州。太宗贞观元年（公元627年），台州隶江南道，治苏州。武后永昌元年（公元689年），分临海县东北部置宁海县，治广度里（今宁海城关镇），时三门又分为临海、宁海两县地，属台州。天宝元年（公元742年）台州复称临海郡。肃宗乾元元年（785年），临海郡复称台州。同年设浙江东道，治越州，时属台州，隶浙江东道。
宋时，于浙江境域置两浙路。神宗熙宁七年（公元1074年），分两浙路为两浙东路、两浙西路，时分属临海、宁海两县，隶台州。
元地方行政实行“行省”制度，世祖至元十四年（公元1277年），改台州为台州路，置总管府，治临海。时三门分属临海、宁海两县，属台州路，隶江浙等处行中书省浙东道。
明地方政区制度袭元朝，改台州路为台州府。
清承袭明朝，设杭嘉湖、宁绍台、金衢严、温处四个道，时三门为临海、宁海两县地，属台州，隶浙江宁绍台道。
民国初时，三门仍分属临海、宁海两县。民国29年（公元1940年）7月，自宁海县析出东南18乡镇，临海县东北隅析出5乡镇以及原南田县全部6个乡镇，设置三门县，治健康塘。9月移海游镇，隶台州（第六）行政督察区。
1949年2月17日三门解放，建立三门县人民政府，是浙江省第一个解放的县，隶台州专区。1952年4月南田区划归象山县管辖。1954年5月22日撤销台州专员公署，三门县划归宁波专区管辖。1957年7月恢复台州专员公署建制，三门县回属。1958年12月，撤销三门县建制，并入临海县，隶温州专区。1962年6月4日国务院批准恢复台州专区及三门县建制。1970年1月成立台州地区革命委员会，三门县属之。1978年9月，改置台州地区行政公署，三门县属之。1983年5月，宁海县沙柳公社划归三门县。1994年8月，经国务院批准，台州撤地建市，三门县隶属台州市。
2013年11月15日，浙江省人民政府正式批复台州市《关于要求调整三门县部分乡镇行政区划的请示》。2013年11月18日，台州市人民政府正式批复三门县《关于要求调整三门县乡镇行政区划的请示》。调整后，三门县辖区将由原先的10镇4乡变为6镇1乡3街道。三门县行政区划调整结果为：撤销健跳镇、六敖镇建制，合并设立新的健跳镇，调整后，该镇辖3个居民区、72个行政村(不含原六敖镇的正屿村、涛头村)，镇政府驻健农村南大街43号。撤销浬浦镇、小雄镇、沿赤乡、泗淋乡建制，合并设立浦坝港镇，调整后，该镇辖1个居民区、93个行政村，镇政府驻三角塘村盐城路3号。撤销珠岙镇、高枧乡建制，合并设立新的珠岙镇，调整后，该镇辖79个行政村，镇政府驻珠岙村珠溪路3号。撤销海游镇、沙柳镇建制，设立海游街道、海润街道和沙柳街道；继续保留蛇蟠、亭旁、花桥、横渡4个乡镇。新设立的海游街道办事处设在原海游镇办公综合楼，管辖范围为：城北、丹峰、城西、城中、溪北、城东、城南、黄埠突、新港、寺后、联合、善岙杨、善岙蒋、里田湾、上坑、下坑、下达田、上坎头、谢家、松门、湘山、山陈、山董、统建、西岙、新场、石岩、奚家岙、岱阜里、岱阜外、小坑、悬渚、外俞、方卢、梅村、北山、后郭、前郭、南岙、下谢等40个村，石羊、龙山、蟠龙、广润和平安等5个社区。海润街道办事处设在新建县委党校后勤服务大楼，管辖范围为：鲍家、王家、祁家、许家塘、葫芦岙、晏农、晏渔、上枫坑、下枫坑、潺岙、头岙、东陈、林家洋、孙家、岭脚陈、隔坑、园里、西严、东严、上林、后林、叶家、长湾、正屿、涛头等25个村。沙柳街道办事处设在原沙柳镇政府办公楼，管辖范围为原沙柳镇所辖的34个村。

## 行政区划

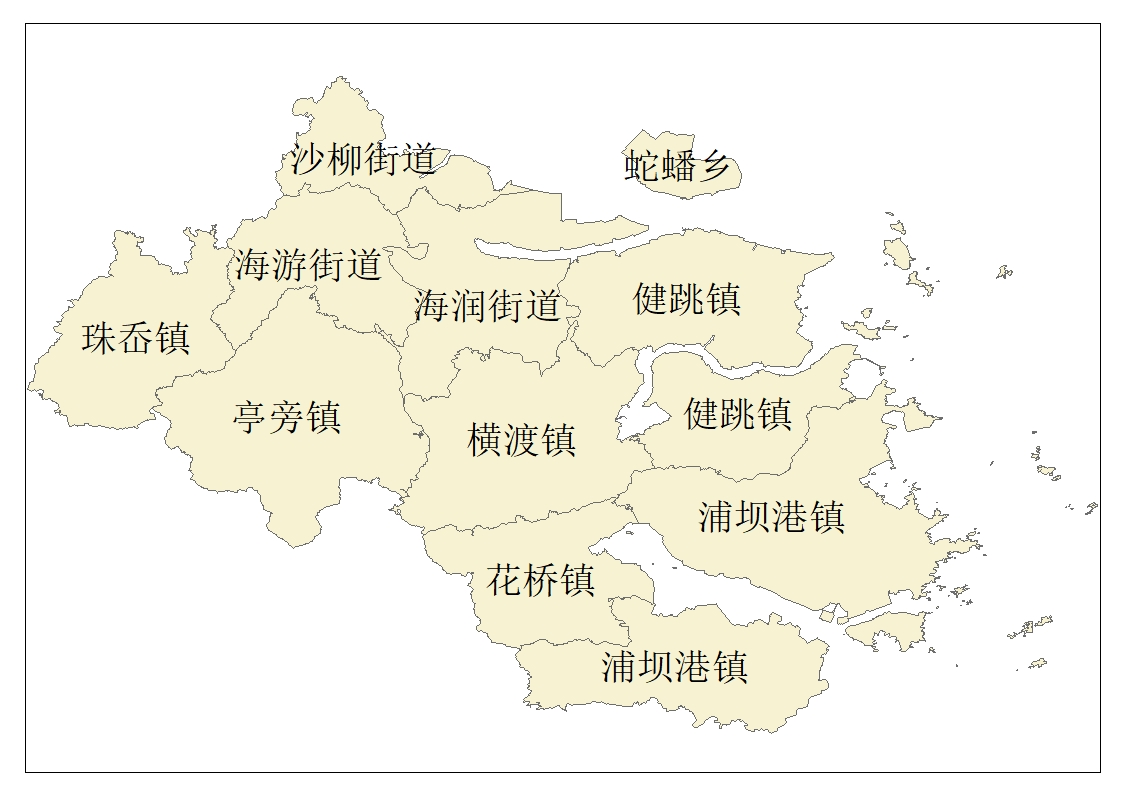
三门县乡镇级区划图

三门县下辖3个街道、6个镇和1个乡，8个居委会和511个行政村：
海游街道、海润街道、沙柳街道、珠岙镇、亭旁镇、健跳镇、横渡镇、花桥镇、浦坝港镇和蛇蟠乡。

## 人口
根據第七次全国人口普查數據，截至2020年11月1日零時，三門縣常住人口379469人。

## 交通
- 228国道过境。

## 著名景点
蛇蟠岛旅游区，木勺沙滩，多宝讲寺，湫水大峡谷。

## 方言
三门县有方言三门话，属于吴语台州话。

## 特产
三门青蟹：中国地理标志产品。